# Kinama

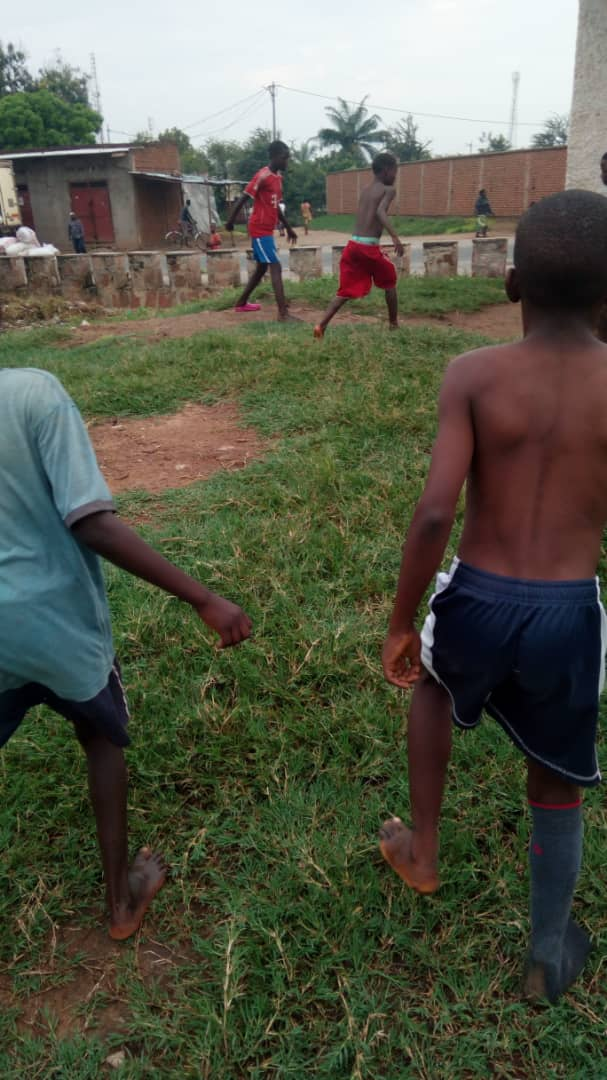
Bambini in Kinama.

Kinama è un comune del Burundi situato nella provincia di Bujumbura Mairie con 39.691 abitanti (stima 2004)